# بول بوديت

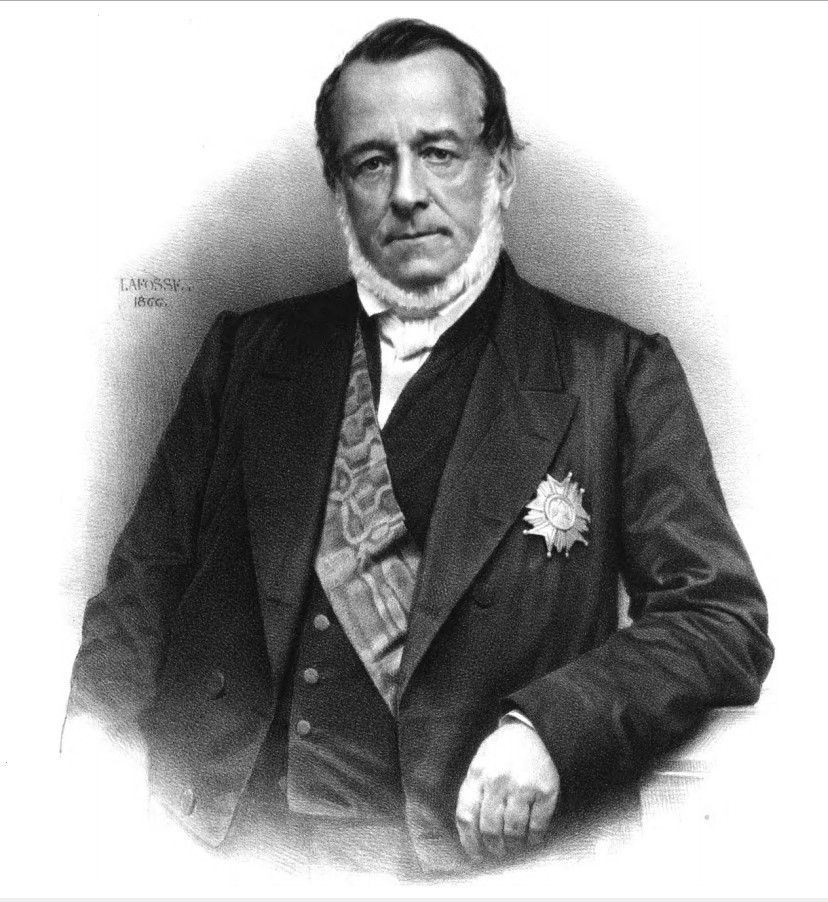
بول بوديت

بول بوديت (بالفرنسية: Paul Boudet) (13 نوفمبر 1800 - 17 نوفمبر 1877) كان محامي وسياسي فرنسي وكان وزيرا للداخلية الفرنسية بين عامي 1863-1865.

## معرض صور

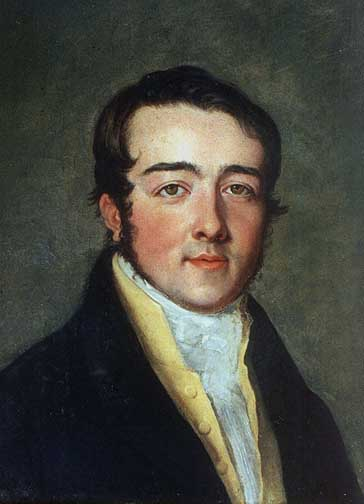
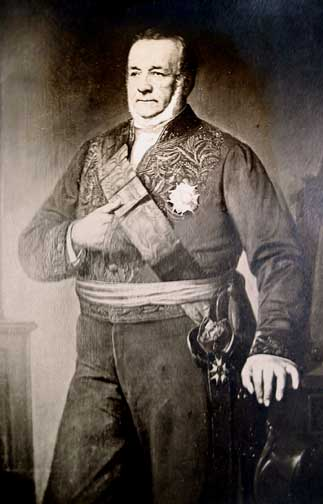
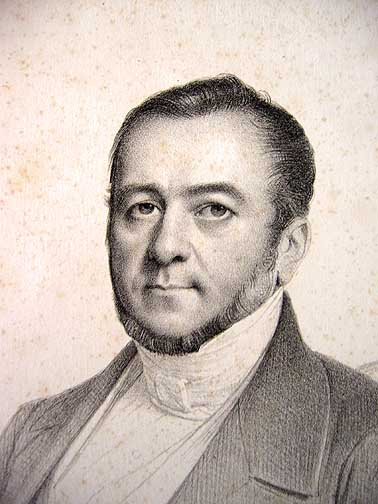